# São Bonaventura da Bagnoregio (título cardinalício)
Santa Maria Imaculada no Esquilino é uma presbitério instituída em 28 de junho de 2018 pelo Papa Francisco. Sua igreja titular é San Bonaventura al Palatino.

## Titulares protetores
- Joseph Coutts (2018 - atual)